# Éric Debègue
Éric Debègue, né le 9 juillet 1967 à Niort, est un éditeur et producteur musical implanté notamment à La Rochelle.

## Biographie
Cofondateur du collectif d’artistes Cristal Production (1992), il fonde par ailleurs la SARL Cristal Groupe en 1996, crée la Maison d’éditions musicales Cristal Publishing, plusieurs labels de musique dont Cristal Records et le Studio d’enregistrement l'Alhambra Studios.  
En 2006, il est l'initiateur du logiciel Cristal Zik. 
Il est l'actuel[Quand ?] Président directeur général de Cristal Production. L’association d’origine s’est transformée en  Société coopérative d'intérêt collectif  en 2012.  
Il est devenu en 2013 sociétaire définitif de la Sacem en qualité d’éditeur. Il a été nommé de juin 2015 à mai 2021 à la Commission des variétés de la Sacem, et participe à sa Commission jeune public, toujours en qualité d’éditeur.  
En 2017, il reçoit le Grand Prix de l'édition musicale décerné par la Sacem.   
Il est élu en décembre 2021, au Conseil d'administration de l'ALCAet a été nommé à la Commission "Soutien financier aux industries techniques" du CNC

### Producteur de spectacles vivants
En 1992, il fonde Cristal Production, un collectif d’artistes, basé à La Rochelle, dont le cœur d'activité est celui d'un Bureau de production. il compte plus de 80 productions, dont celles de Yvan Le Bolloc’h et ma guitare s’appelle revient, ou le spectacle de Les Hurlements d'Léo : Les Hurlements d’Léo chantent Mano Solo... En 2012, Cristal Production se transforme en Société coopérative d’intérêt collectif, Eric Debègue en devient le PDG.

### Éditeur et producteur de musique enregistrée
En 1996, il fonde la maison d’édition musicale Cristal Publishing, et un nouveau label de musique indépendant Cristal Records. Il rachète un ancien cinéma désaffecté à Rochefort (Charente-Maritime) et le transforme en studio d’enregistrement, et studio de post-production, les Studios Alhambra.   
Depuis 2005, il développe une activité éditoriale dans le domaine de la production de musique à l’image.
Il a développé des outils : le studio d’enregistrement, un orchestre à cordes dédié, une maison de disque aujourd’hui dotée de 3 labels, dont un label spécifique destiné aux sorties de bandes originales de films; et des partenaires tels que Sony Entertainment, Believe, Dash Go, pour la distribution. Au fil des ans, son catalogue éditorial s’est enrichi, lui permettant de travailler également à l'international. (Synchronisations : La série Better Call Saul ainsi que les films Argo ou Monuments Men …) 
Il s’est spécialisé dans la production de musique de film depuis 2002. Avec les Éditions Cristal Publishing il a  collaboré avec plus d'une trentaine de compositeurs sur près de 200 productions audiovisuelles, parmi lesquelles : Lady Chatterley avec la compositrice Béatrice Thiriet, Cadences obstinées avec le compositeur Jean-Michel Bernard, Le Dernier Diamant avec le compositeur Renaud Barbier, L'affaire SK1 avec le co-compositeur Christophe La Pinta, L'Astragale avec la compositrice  Béatrice Thiriet, Convoi exceptionnel avec le compositeur Grégoire Hetzel, Louloute avec le compositeur Frédéric Alvarez, Cinquième set avec la compositrice Delphine Malaussena, Une barque sur l’océan avec le compositeur  Cyril Marchesseau, Petit pays avec le compositeur Renaud Barbier, La troisième guerre avec le compositeur Frédéric Alvarez, Terrible jungle avec le compositeur Ulysse Klotz, Sage-femme avec le compositeur Grégoire Hetzel, Furie avec le compositeur Clément Tery, Dernier amour avec le compositeur Bruno Coulais, Fourmi avec le compositeur Martin Rappeneau, Un amour impossible avec le compositeur Grégoire Hetzel, Numéro une avec les compositeurs Mike et Fabien Kourtzer, Les engagés (série) avec le compositeur Franck Lebon, Les damnés de la commune (Documentaire) avec le compositeur Yan Volsy, Expédition Grand Rift avec le compositeur Stéphane Peyrot,  Wara (série) avec le compositeur Franck Lebon, La grande vie avec le compositeur Pierre Bertrand, Le grand vert avec la compositrice Florence Caillon, Trauma avec le compositeur Thomas Cappeau, Mort d'un président avec le compositeur Yvan Cassar,  Les mystères du bois galant (Série TV Meurtres à...) avec le compositeur David Imbaud, Aïlo: une odyssée en laponie avec le compositeur Julien Jaouen, Maddy Etcheban avec le compositeur François Staal, Michael Kohlhaas avec le compositeur Martin Wheeler…   